# Masakazu Kusakabe
Pour les articles homonymes, voir Kusakabe.
Masakazu Kusakabe (正和　日下部), né en 1946 à Miharu au Japon dans la préfecture de Fukushima et mort le 2 février 2023, est un artiste reconnu pour la cuisson de céramiques, pour ses fours à bois, en particulier ses fours sans fumée, qu'il a construits en Amérique, Canada, République tchèque, Hongrie, Turquie, Angleterre, Chine et Japon.
Il a écrit avec Marc Lancet Japanese Wood-fired Ceramics, un livre à propos de la construction de fours et la cuisson au feu de bois.
Il a été aussi un intervenant à la « International Woodfire Conference », à Bröllin, Allemagne, en septembre 2010.

## Honneur
L'astéroïde (10602) Masakazu est nommé en son honneur.